# Guram Czertkojew
Guram Czertkojew (ros. Гурам Черткоев; ur. 23 kwietnia 1995) – rosyjski zapaśnik walczący w stylu wolnym. Srebrny medalista uniwersyteckich mistrzostw świata z 2016 roku.